# Стефан Сотиров
Стефан Сотиров Господинов е български офицер, генерал-майор.

## Биография
Роден е на 22 септември 1880 година в Сливен. Майка му Димитрина Кюркчипеткова е една от първите учителки в девическото училище в града, дъщеря на общественика Стефан Кюркчипетков. Завършва пети клас на мъжката гимназия в родния си град. На 1 януари 1900 година завършва Военното училище в София като артилерист. Службата му започва в първо планинско артилерийско отделение. Известно време е на служба в четвърти артилерийски полк и тежкият артилерийски полк във Видин. От 1912 година е командир на батарея в четвърти артилерийски полк. През Първата световна война е командир на батарея в шести артилерийски полк (1915 – 1918). Два пъти раняван по време на войната. От януари 1925 година излиза в запас. Между 1925 и 1944 година е директор на дъскорезница в село Бараково. От 26 април 1932 до 31 май 1934 е кмет на град Сливен. по време на мандата му са построени почивни станции в местността Карандила, както и хотел „№3“ в Сливенските минерални бани. Сменен е след Деветнадесетомайския преврат. От 1935 до 1936 г. е Областен управител на Старозагорска област. След 9 септември 1944 г. е направен комендант на Сливен. В периода октомври 1944 – 1 юли 1945 година е командир на трета пехотна балканска дивизия. На 17 ноември 1950 година е арестуван и осъден на 1 година затвор заради недостатъчно активни действия срещу горяните.. Освободен е след 1 година, но пенсията му е отнета за 5 години, но впоследствие е възстановена. През 50-те години е наблюдаван от Държавна сигурност, а в обкръжението му има агент на службата под псевдоним „Марковски“. Умира на 17 юли 1973 г. Награждаван е два пъти с орден „За храброст“ IV ст. (1912, 1915), 1 клас и III ст., II кл. (1916).

## Военни звания
- Подпоручик (1 януари 1900)
- Поручик (2 август 1903)
- Капитан (1909)
- Майор (5 декември 1916)
- Подполковник (1 април 1919)
- Полковник (6 май 1924)
- Генерал-майор (октомври 1944)